# Blackdance
Blackdance (deutsch Schwarztanz) ist das dritte Musikalbum des deutschen Künstlers Klaus Schulze. Es wurde 1974 veröffentlicht und allein von Klaus Schulze komponiert, eingespielt und produziert. Es war zudem sein erstes Album, welches auf dem Brain-Label und bei Virgin erschien. Dies öffnete neue Märkte in Asien und Amerika.
Lange Zeit galt Blackdance als das vierte Album Schulzes – der angebliche Vorgänger Picture Music sei bereits vorher entstanden. Zu dieser Verwirrung trugen Ungenauigkeiten sowie Druckfehler auf den Albencovern bei, die das Veröffentlichungsjahr von Picture Music auf 1973 datierten. Durch genaue Nachforschungen von Klaus d. Mueller, einem engen Freund Schulzes, konnte jedoch bewiesen werden, dass Blackdance vor Picture Music entstanden war. Trotzdem wurden viele Verzeichnisse nicht korrigiert und Ersteres wird weiterhin als das vierte Album Schulzes geführt. Auch die Wiederveröffentlichung 2007 nannte Blackdance das vierte Album.
Außerdem wandte er sich hier von der Bordun-Musik seiner vorherigen Alben Cyborg und Irrlicht ab und schlug den Weg zu „konsumierbarerer“ elektronischer Musik ein, mit der ihm später der Durchbruch gelingen sollte. Der Künstler selbst war von Blackdance genau so wie viele Fans nicht ganz überzeugt und kritisierte nach der Fertigstellung u. a. den durch Gitarre und Perkussion verursachten „folkloristischen“ Klang des Albums.

## Titelliste
- Geschrieben und arrangiert von Klaus Schulze:

1. Waves of Changes – 17:14
2. Some Velvet Phasing – 8:24
3. Voices of Syn – 22:40
4. Foreplay – 10:33
5. Synthies Have (No) Balls? – 14:42

Die letzten beiden Stücke Foreplay und Synthies Have (No) Balls? wurden bei der Wiederveröffentlichung 2007 als Bonustitel beigefügt. Sie sollen nicht wie die ursprünglichen drei Titel 1974 in Berlin, sondern entweder 1975 oder 1976 im Manor-Studio der Plattenfirma Virgin Records aufgenommen worden sein.

## Die Musikstücke

### Ways of Changes
Das Stück beginnt ähnlich der Vorgängeralben mit sanften Orgelklängen, zu denen wenig später die von Schulze selbst gespielte 12-saitige Gitarre stößt. Nach einigen Minuten setzt ein „galoppierender“ Rhythmus ein, getragen von den Hat-Klängen eines Drum Computers und akustischen Conga-Klängen. Das stiltypische „Sirren“ und „Wabern“, welches auch schon auf Cyborg zu hören war und zu einem von Schulzes Markenzeichen werden sollte, ist ebenfalls zu hören. Als Bass fungieren einzelne, lang gehaltene und verzerrte Synthesizer-Töne. Melodisch wird das Stück rein Improvisationen auf der Farfisa-Orgel geführt.

### Some Velvet Phasing
Im Gegensatz zu Ways of Changes ist dieses Stück bei weitem ruhiger und melancholischer. Es kommt keinerlei Perkussion zum Einsatz, und es wird ausschließlich eine elektronische Orgel im Zusammenspiel mit einem Phaser verwendet, auf der Akkorde und einzelne Klänge improvisiert werden. Das Stück ist deutlich kürzer und simpler als Ways of Changes oder Voices of Syn.
Das Stück weist außerdem Elemente des Ambient auf.

### Voices of Syn
Dieses letzte Stück ist das mit Abstand Experimentellste des Albums. Über den klassischen Operngesang Simeons werden verzerrte Orgelakkorde gespielt, die dem Stück auch einen kirchlichen bzw. sakralen Klang verleihen. Danach setzt ein Drum Computer ähnlich wie in „Voice of Changes“ ein, die im Hintergrund gespielten Melodien sind nun jedoch deutlich unharmonischer. Auch werden absichtlich „schiefe Töne“ eingespielt. Zum Ende des Stückes kehrt Schulze doch wieder deutlich zu den „Drone“-Klängen seiner vorherigen Alben zurück – ein tiefer Ton gepaart mit leichter Perkussion und hohen Orgelimprovisationen lassen Voices of Syn ausklingen.
| Professionelle Bewertung | Professionelle Bewertung |
| ------------------------ | ------------------------ |
| Quelle                   | Bewertung                |
| Allmusic                 | [ 4 ]                    |

## Besetzung
- Klaus Schulze: Martin 12-String Acoustic Guitar, Revox-A77-Echogerät, Farfisa Duo (Elektronische Orgel), EMS Synthi A, ARP 2600, ARP Odyssey, Perkussion und 10-Spur-Aufnahmegerät.[5]
- Ernst Walter Siemon: Gesang

## Produktion
- produziert von Klaus Schulze
- Mischung von Klaus Schulze
- Coverdesign von Urs Amann
- Mastering von G. F. Pfanz
- Sound Engineering von Helly Pohl